# Paunis
Paunis (finska: Pauni) är en by i Lojo i Finland. Byn ligger i Lojos sydöstra del vid gränsen mellan Lojo och Sjundeå. Grannbyar till Paunis är bland andra Nyby, Immula och Herrdal.
Paunis ligger cirka 2 kilometer från Lojo station och ungefär 6 kilometer från Lojo centrum. Föreningen Immula-Paunin kyläyhdistys (Immula-Paunis byförening) är mycket aktiv i byn.

## Historia
Redan på medeltiden fanns det tre hemman i Paunis: Momma, Kana och Pässi. År 1541 gav kung Gustav Vasa dessa hemman till släkten Fleming, som då ägde Svidja slott i Sjundeå, som frälse. Senare behöll endast Momma dess frälsestatus. Momma hade också rätt att bränna brännvin fram till år 1866. Brännstugan finns fortfarande i byn.
Genom Paunis rinner Kivikoskibäcken (Stenforsebäcken) som tidigare var en viktig vattenled från Paunis och Nyby till Pickalaviken. Pickala hamn var en viktig marknadsplats som hade bra leder till Estland.
I Paunis by finns också en gammal ria som är skyddad. Många gamla byggnader från byn revs när byvägen utvidgades 1994–1996.